# Prix illustration jeunesse
Le Prix illustration jeunesse est un prix québécois d'illustration en littérature jeunesse, créé en 1998, dans le cadre du Salon du livre de Trois-Rivières.

## Historique
Le Prix illustration jeunesse est remis chaque année dans le cadre du Salon du livre de Trois-Rivières.
Créé en 1998 par Johanne Gaudreau, il souligne le travail d'illustrateurs québécois dans deux catégories : album, et petit roman illustré (et, jusqu'en 2021, la catégorie Relève).
En 2018, les bibliothèques de Trois-Rivières et des entreprises privées de la région de Trois-Rivières sont les principaux partenaires du prix,.
En 2019, un Prix BD a été créé pour récompenser des œuvres graphiques qui jusqu'alors ne parvenaient pas à entrer dans les catégories susmentionnées.

## Liste des lauréats par catégories[4]

### Catégorie Album
- 1998 : Stéphane Poulin, Petit zizi, Les 400 coups
- 1999 : Stéphane Jorisch, Charlotte et l'île du destin, Les 400 coups
- 2000 : Geneviève Côté, La grande aventure d'un petit mouton noir, Dominique et compagnie
- 2001 : Stéphane Poulin, Vieux Thomas et la petite fée, Dominique et Compagnie
- 2002 : Dominique Jolin, Le petit Toupie rouge, Dominique et compagnie
- 2003 : Philippe Béha, J'aime les poèmes, Hurtubise HMH
- 2004 : Pierre Pratt, Mes petites fesses, Les 400 coups
- 2005 : Annie Villeneuve, Me voilà! Mon album de bébé, Éditions Hurtubise
- 2006 : Pierre Pratt, Le jour où Zoé zozota, Les 400 coups
- 2007 : Bruce Roberts, Émilie et Gratte-Poil, La Courte Échelle
- 2008 : Philippe Béha, Les pays inventés, Éditions Hurtubise
- 2009 : Pierre Pratt, L'étoile de Sarajevo, Dominique et compagnie
- 2010 : Josée Bisaillon, Mon Papi, Les 400 coups
- 2011 : Marie-Louise Gay, Roselyne Rutabaga remue ciel et terre!, Dominique et compagnie
- 2012 : Geneviève Després, Le petit chevalier qui n'aimait pas la pluie, Imagine
- 2013 : Stéphane Jorisch, Quand je serai grand, Hurtubise
- 2014 : Jacques Laplante, Cent enfants imaginent comment changer le monde, La Bagnole
- 2015 : Josée Bisaillon, Monsieur Tralalère, Fonfon
- 2016 : Yayo, Pikiq, La Bagnole
- 2017 : Isabelle Arsenault, Louis parmi les spectres, La Pastèque
- 2018 : Josée Bisaillon, Ma tête en l'air, Fonfon
- 2019 : Anne Villeneuve, Cher Donald Trump, Les 400 coups
- 2020 : Jacques Goldstyn, Les étoiles, La Pastèque
- 2021 : Valérie Blais, L'horoscope, Les 400 coups
- 2022 : Nathalie Dion, Les baleines et nous, Les éditions de la bagnole
- 2023 : Francis Léveillée pour Pleins gaz ! La petite histoire de la moto, éd. La Pastèque (sur un texte de Catherine David et Charles-Édouard Carrier)

### Catégorie Petit roman illustré
- 1999 : Gérard DuBois, Le livre dans la nuit, La Courte Échelle
- 2000 : Yayo, Le délire de Somerset, Dominique et compagnie
- 2001 : Pierre Pratt, David et le fantôme, Dominique et compagnie
- 2002 : Marie-Claude Favreau, Marilou Polaire sur un arbre perché, La Courte Échelle et Sampar, Princesse cherche prince charmant, Michel Quintin
- 2003 : Anne Villeneuve, Beauté monstre, Soulières éditeur et Caroline Hamel, Peccadille. J'ai un beau château, Dominique et compagnie
- 2004 : Stéphane Jorisch, La boîte à bonheur, La Courte Échelle
- 2005 : Anne Villeneuve, Le nul et la chipie, Soulières éditeur
- 2006 : Lino, Les cendres de maman, Les 400 coups
- 2007 : Daniel Sylvestre, Ma vie de reptile, La Courte Échelle
- 2008 : Sampar, Dominic en prison, Soulières éditeur
- 2009 : Fil et Julie, Capitaine flop, le coffre du pirate masqué et Capitaine Flop, la grotte aux secrets, Dominique et compagnie
- 2010 : Christine Battuz, Amé et les bons bonbons, La Courte Échelle
- 2011 : Anne Villeneuve, Le menteur et la rouspéteuse, Soulières éditeur
- 2012 : Sampar, Billy Stuart, dans l'antre du Minotaure et Les zintrépides, Michel Quintin
- 2013 : Sophie Perreault-Allen, Le bon sommeil du roi, La Courte Échelle
- 2014 : Jean Lacombe, Monsieur Roboto, Soulières éditeur
- 2015 : Oussama Mezher, Les deux amoureux, Soulières éditeur
- 2016 : non attribué[5]
- 2017 : Mika, Chacun sa fenêtre pour rêver, Soulières éditeur
- 2018 : Guillaume Perreault, Mammouth Rock, La Courte Échelle
- 2019 : Julie Rocheleau, L'étrange fille aux chats, La Courte Échelle
- 2020 : Valmo, Le grain de sable, Septentrion
- 2021 : Ninon Pelletier, Les mannequins maléfiques, La Courte Échelle
- 2022 : Ayumi Harada, Les carnets de novembre, La courte échelle
- 2023 : Mélanie Baillairgé pour  Seuls (La courte échelle)

### Catégorie Relève (jusqu'en 2021)
- 1999 : Luc Melanson, Hansel et Gretel, Les 400 coups
- 2000 : Sampar, Où sont mes parents?, Pierre Tisseyre
- 2001 : Céline Malépart, Pouf! Bébé-fantôme, Dominique et compagnie
- 2002 : Bruce Roberts, Fidèles éléphants, Les 400 coups
- 2003 : Geneviève Bourguignon, Gustave et Attila, Soulières éditeur
- 2004 : Janice Nadeau, Nul poisson où aller, Les 400 coups
- 2005 : Janice Nadeau, Le nuage de Nadine Soucy, Les 400 coups
- 2006 : Catherine Lepage, Pétunia, princesse des pets, Dominique et Compagnie
- 2007 : Manon Gauthier, Ma maman du photomaton, Les 400 coups
- 2008 : Julie Cossette, Petits Monstres - Les mousses, Dominique et compagnie
- 2009 : non attribué[6]
- 2010 : Isabelle Malenfant, L'étrangère, Les 400 coups
- 2011 : Valérie Boivin, Le marchand de bêtises, La Courte Échelle
- 2012 : non attribué[7]
- 2013 : Jacinthe Chevalier, Aujourd'hui, le ciel, Isatis
- 2014 : Mathieu Potvin, Ce livre n'est pas un journal intime, Druide
- 2015 : Annie Carbonneau, La princesse Beau Dodo, La Bagnole
- 2016 : Valérie Boivin, Perché sur mes hautes jambes, La Bagnole
- 2017 : ValMO, Un bon jour pour la chasse aux dragons, Les 400 coups
- 2018 : Marilyn Faucher, La fabuleuse nuit de Noël, La Courte Échelle
- 2019 : Delphie Côté-Lacroix, Jack et le temps perdu, Éditions XYZ
- 2020 : Camille Pomerlo, La ville aux dos d'éléphants, Isatis
- 2021 : Jasmine Mirra Turcotte, Ohé!, La Courte Échelle

Depuis 2022, ce prix n'est plus décerné.